# Ken Choi
Ken Choi, de son vrai nom Choi Fung-wah (蔡楓華, né le 28 novembre 1960) est un chanteur et acteur hongkongais.
Avant sa carrière musicale, il avait un travail d'été qui lui rapportait environ 20 HK$ par mois. Il s'inscrit à un concours de chant à la radio et remporte 3000 HK$. Il compose ensuite la musique de la chanson de 1981, Beautiful Silhouette (倩影, Sin Ying), qui lui vaut le RTHK Top 10 Gold Songs Awards de 1981 (en).
Lors de la Jade Solid Gold Best Ten Music Awards Presentation de 1985 (en), alors que Leslie Cheung remporte trois prix, Ken Choi, qui est l'un des présentateurs de la remise des prix, répond « Un moment de gloire n'est pas éternel (剎那光輝唔代表永恒) », ce qui suscite la controverse. Après cette remarque, sa carrière décline pour le reste des années 1980. Il vivrait depuis avec sa mère à Kam Tin (en). À partir des années 2000, Choi fait plusieurs concerts de retours et passages dans des émissions de variétés.

## Discographie
- What You Know (點樣講你知, dim yeung kong nei tsi, 1980)
- Young Trio (青春三重奏, ching cheon san chung jau, 1981)
- IQ sing sook si (IQ成熟時, 1981)
- The Origin of Man (人之初, yan ji chor, 1982)
- Ken Choi's New and Greatest Songs (蔡楓華新曲精選, Choi Fung-Wah san kouk ching suen, 1983)
- Ken Choi (蔡楓華, 1983)
- Heat Wave (高溫境界, gou wan king gaai, 1984)
- Love Is Not a Game (愛不是遊戲, ngoi bat see yau hei, 1985)
- Absolute Emptiness (絕對空虛, joot deoi hung heoi, 1986)
- Broken (破碎, por seoi, 1986)
- In the Herd of Wind (風中追風, fung jung jeoi fung, 1987)
- Revolt and Other Selections (叛逆+精選, boon yik + ching suen, 1988)
- Kenneth Today (1989)

## Filmographie

### Cinéma
- Eclipse (薄荷咖啡, 1982; aussi écrit 女強人的故事)
- The Odd One Dies (兩個只能活一個, 1997)

### Télévision
- The Trio (青春三重奏, 1981), RTV (en), maintenant appelé ATV (en)
- Sweet Love Encore (愛情安哥 Encore, 1982), TVB
- The Pitfall (種計, 1985), TVB

## Anecdote
- Dans la comédie The Tricky Master, des détenus agressent le héros (Nick Cheung) et lui tatouent « J'aime Ken Choi » sur le torse.